# Kaszczor
Kaszczor is een dorp in de Poolse woiwodschap Groot-Polen. De plaats maakt deel uit van de gemeente Przemęt en telt 1070 inwoners.

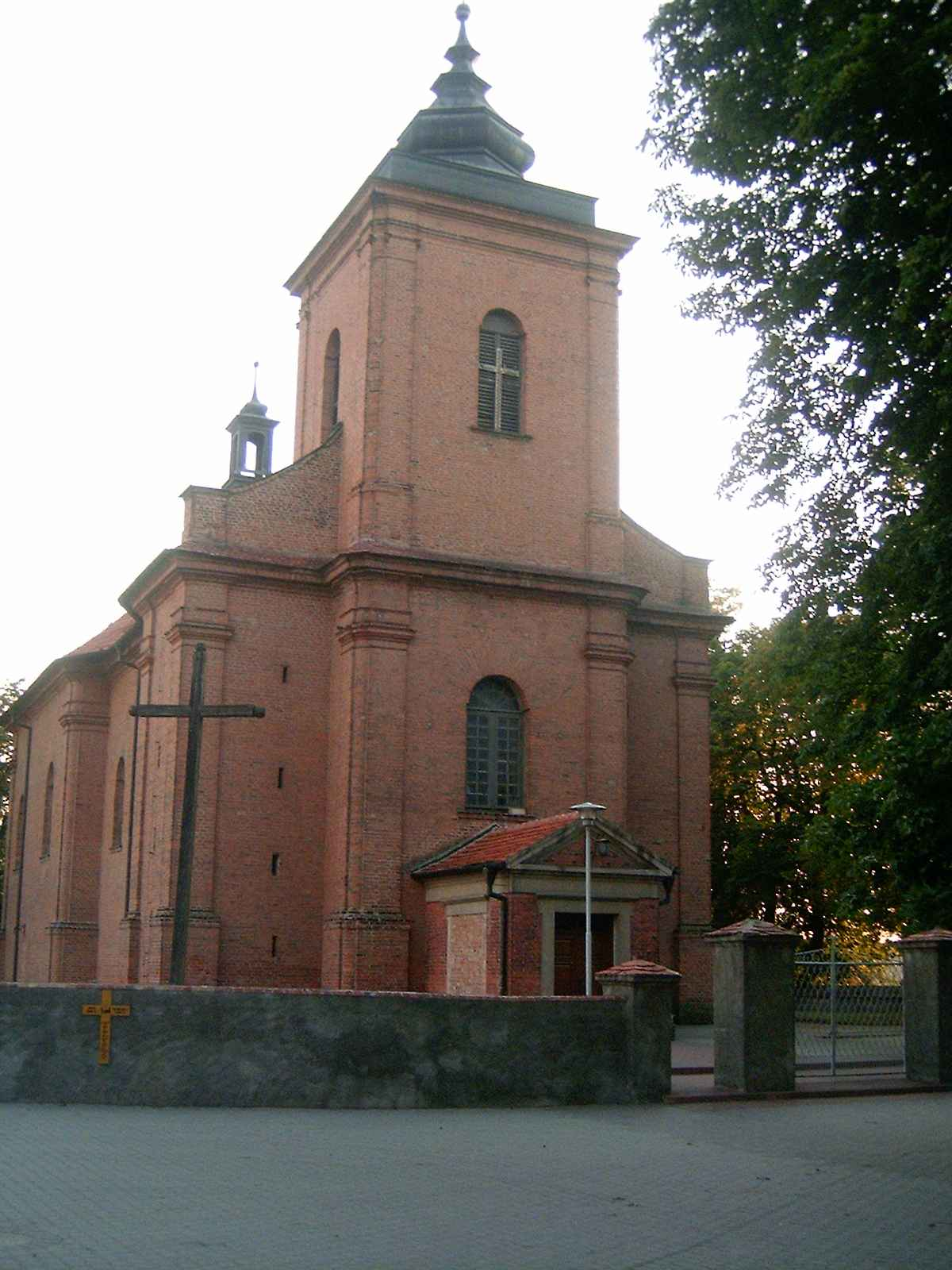
Barok gebouw in Kaszczor